# Distretto di Chaisang
Il distretto di Chaisang (柴桑区S, Cháisāng QūP) è un distretto della Cina, situato nella provincia di Jiangxi e amministrato dalla prefettura di Jiujiang.